# Thomsonov problem
Thomsonov problem je izraz za vprašanje, kako razporediti {\displaystyle N\!\,} enako nabitih elektronov, ki so na površju sfere, da bi bil njihov elektrostatični potencial zaradi Coulombove sile minimalen. Fizik Joseph John Thomson (1856–1940) je naletel na problem leta 1904 zaradi tedaj razširjenega modela atoma, ki je predpostavljal, da so nabiti elektroni razporejeni po prostornini nenabitega atoma.
Podobni problemi vključujejo probleme iz geometrije, ko se računa minimalno energijo (ne samo elektrostatične) velikega števila delcev.

## Matematično ozadje
Ko se konfiguracijo {\displaystyle N\!\,} števila elektronov, ki so razporejeni po površju enotske sfere (polmer {\displaystyle r=1\!\,}), razporedi tako, da je njihova elektrostatična potencialna energija {\displaystyle U(N)\!\,} minimalna (čim bolj oddaljeni drug od drugega), se reši problem. Elektrostatična energija, ki jo ima par elektronov enakih nabojev ({\displaystyle e_{i}=e_{j}=e\!\,}; {\displaystyle e\!\,} je osnovni naboj elektrona), je podana s Coulombovim zakonom:
{\displaystyle U_{ij}(N)=k_{e}{\frac {e_{i}e_{j}}{r_{ij}}}\!\,.}
Coulombova konstanta je {\displaystyle k_{e}\!\,} in {\displaystyle r_{ij}=|\mathbf {\vec {r}} _{i}-\mathbf {\vec {r}} _{j}|\!\,} je razdalja med vsakim parom elektronov na sferi. Njuni legi sta določeni z vektrojema {\displaystyle \mathbf {\vec {r}} _{i}\!\,} in {\displaystyle \mathbf {\vec {r}} _{j}\!\,}. Vse razen {\displaystyle r_{ij}\!\,} so številske konstante, zato se lahko brez izgube splošnosti zapiše odvisnost potenciala kot:
{\displaystyle U_{ij}(N)\sim {\frac {1}{r_{ij}}}\!\,.}
To je potencialna energija med dvema delcema. Na sferi jih je lahko več, zato se skupno energijo med vsemi {\displaystyle N\!\,} elektroni izrazi z vsoto po vseh parih interakcij:
{\displaystyle U(N)=\sum _{i<j}{\frac {1}{r_{ij}}}\!\,.}
Minimizacijo energije vseh možnih razporeditev različnega števila elektronov se izračuna numerično.

### Zgled
Rešitev Thomsonovega problema dveh elektronov se dobi, ko sta na nasprotnih straneh sfere, saj je takrat razdalja med njima največja {\displaystyle r_{ij}=2r=2\!\,}, oziroma:
{\displaystyle U(2)={\frac {1}{2}}\!\,.}

## Znane rešitve
Analitičnih rešitev je malo:
- za {\displaystyle N=1\!\,} je rešitev trivialna, ker je elektron lahko kjerkoli na površju sfere.
- za {\displaystyle N=2\!\,} je optimalna rešitev, da sta elektrona na nasprotnih polih, saj sta le tako najbolj oddaljena drug od drugega.
- za {\displaystyle N=3\!\,}, elektroni na ekvatorju določajo oglišča enakostraničnega trikotnika.
- za {\displaystyle N=4\!\,}, elektroni ustvarijo tetraeder.
- za {\displaystyle N=5\!\,}, elektroni ustvarijo tristrano bipiramido.
- za {\displaystyle N=6\!\,}, elektroni oklepajo oktaeder.
- za {\displaystyle N=12\!\,}, elektroni ležijo na ogliščih ikozaedra.